# Thierry Bollin
Thierry Bollin (Saint-Blaise, 11 de enero de 2000) es un militar y deportista suizo que compite en natación. Ganó una medalla de bronce en el Campeonato Europeo de Natación en Piscina Corta de 2023, en la prueba de 50 m espalda.

## Palmarés internacional
| Campeonato Europeo en Piscina Corta | Campeonato Europeo en Piscina Corta | Campeonato Europeo en Piscina Corta | Campeonato Europeo en Piscina Corta |
| Año                                 | Lugar                               | Medalla                             | Prueba                              |
| ----------------------------------- | ----------------------------------- | ----------------------------------- | ----------------------------------- |
| 2023                                | Otopeni (Rumania)                   | Medalla de bronce                   | 50 m espalda                        |